# Mandabe
Mandabe is een plaats en gemeente in Madagaskar gelegen in het district Mahabo van de regio Menabe. Er woonden bij de volkstelling in 2001 ongeveer 27.000 mensen.
In de plaats is basisonderwijs en voortgezet onderwijs voor jonge kinderen beschikbaar. Ook zijn er in de plaats ziekenhuisvoorzieningen. 95% van de bevolking is landbouwer en 4,5% houdt zich bezig met veeteelt. Het belangrijkste gewas is rijst, maar er wordt ook pinda's en cassave verbouwd. 0,5% van de bevolking is werkzaam in de dienstensector.